# Tsjojbalsan
Tsjojbalsan (mongolsk: Чойбалсан) er den fjerdestørste by i Mongoliet. Den er hovedstad i provinsen Dornod. Byen hed tidligere Bajan Tumen (mongolsk: Баян Тумэн), men ændrede senere navn efter den kommunistiske leder Khorloogijn Tsjojbalsan.
48°04′14″N 114°31′22″Ø / 48.0706°N 114.5228°Ø